# Stabilimento Lancia di Chivasso
Lo stabilimento Lancia di Chivasso, situato nell'omonimo comune, è stato il principale sito produttivo della casa automobilistica Lancia. Attivo fra il 1962 e il 1992 venne poi ceduto in blocco dal Gruppo Fiat ad altre società, fra cui una quota consistente alla Carrozzeria Maggiora, che fece proseguire la produzione di automobili fino al 2003, quando fallì. L'impianto industriale Lancia era servito dal vicino svincolo autostradale dell'A4 Torino-Trieste e da un raccordo ferroviario collegato alla linea Torino-Milano, caduto in disuso nei primi anni duemila.

## Storia

### La nascita e i primi anni di attività

La Flavia, prima vettura Lancia prodotta a Chivasso

Dopo l'acquisto dell'azienda Lancia da parte della famiglia Pesenti, la nuova proprietà volle dotare la casa automobilistica torinese di un moderno impianto, altamente automatizzato e tecnologicamente all'avanguardia, destinato all'assemblaggio in serie dei principali modelli di automobili del marchio. Per questo, il 20 dicembre 1959, il Ministro degli Affari Esteri Giuseppe Pella pose in Chivasso, comune di cintura alle porte di Torino, la prima pietra del nuovo grande complesso industriale, pari a una superficie di 1.225.000 m² di cui 229.000 coperti, i cui lavori furono appaltati alla società edile Italcementi.
Inaugurato nel 1962, lo stabilimento Lancia di Chivasso andò ad affiancare nell'attività l'impianto di Borgo San Paolo a Torino che si specializzò nella produzione di componenti e motori, accanto al sito di Bolzano, dove si producevano già dagli anni trenta autocarri e veicoli militari. Il primo modello a vedere la luce nella nuova fabbrica fu la Flavia, le cui linee di montaggio entrarono totalmente a regime nei primi mesi del 1963, seguite di li a poco da quelle della Fulvia, quest'ultima proposta inizialmente nella sola declinazione berlina quattro porte, fino al 1965, quando ne venne presentata una più raffinata e sportiva variante coupé, opera di Piero Castagnero, protagonista attraverso la Squadra Corse HF Lancia di numerose vittorie nei campionati mondiali ICM e Rally.

### Il passaggio sotto la gestione alla FIAT

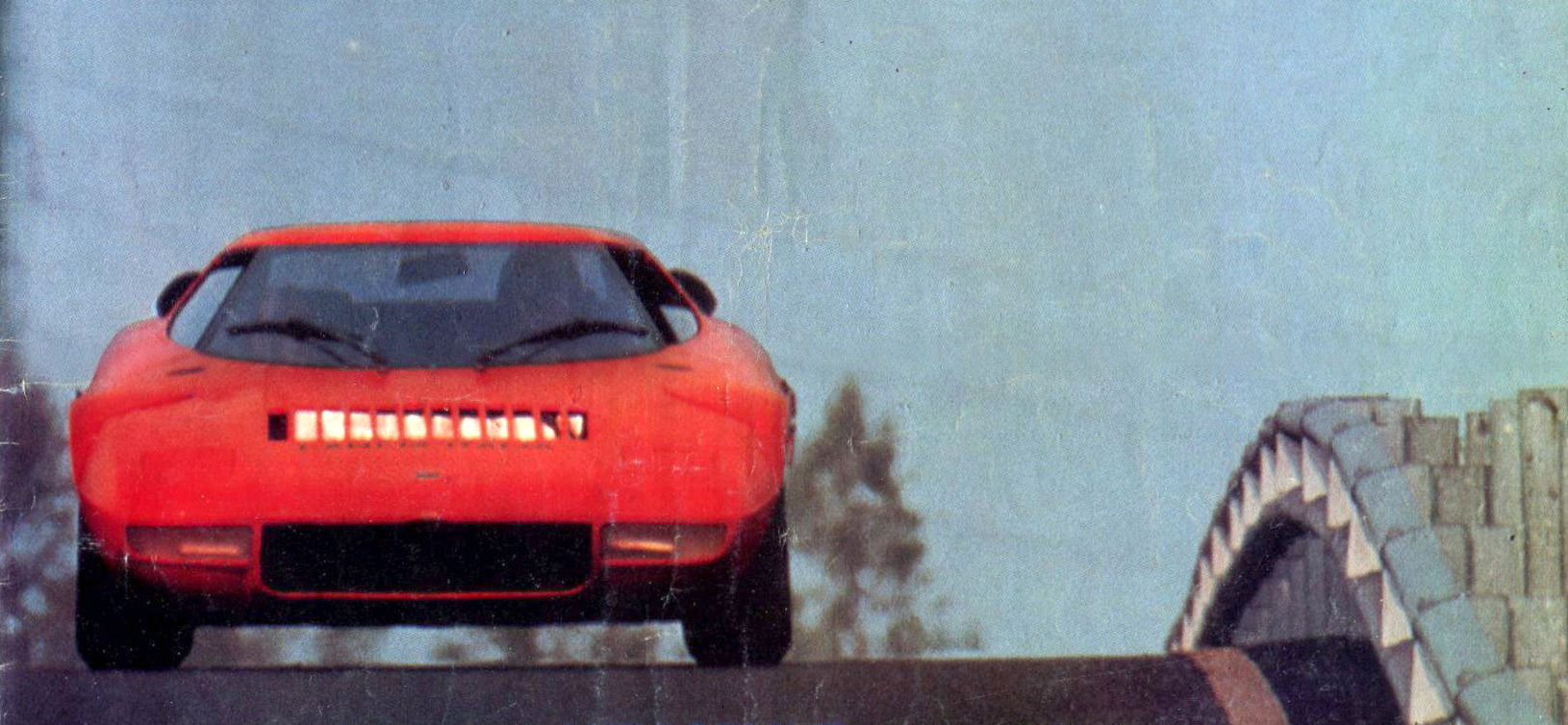
Il prototipo Lancia Stratos HF sulla pista di collaudo di Chivasso nel 1972

A seguito del passaggio di proprietà della Lancia alla FIAT, nel 1969, lo stabilimento di Chivasso accolse gradualmente alcune attività meccaniche in precedenza concentrate nel sito di Borgo San Paolo a Torino, oltre a registrare nel 1971 l'avvio delle linee della 2000, una lussuosa autovettura di classe superiore che resterà in produzione fino al 1974 come sostituta della Flavia. Ciononostante, la fabbrica Lancia apparve all'ingresso degli anni settanta sempre più in difficoltà, denotando una rapida flessione nel numero di automobili prodotte, al punto tale che per assicurare una continuità del lavoro ai dipendenti vennero accelerati gli investimenti in nuovi modelli. Così, nel 1972, uscirono dall'impianto i primi esemplari della Beta, una due volumi quattro porte disegnata da Gianpaolo Boano, particolarmente nota per la sua coda tipo fastback. Chiamata a raccogliere l'eredità della Fulvia berlina la Beta fu poi affiancata dalle lavorazioni di alcune sue derivate, la coupé e la spider, quest'ultima prodotta nei termini di un accordo industriale siglato con la carrozzeria Zagato di Terrazzano di Rho.
Alla fine del 1976 si concluse l'assemblaggio della Fulvia coupé e a Chivasso venne destinata la costruzione della nuova ammiraglia Lancia, la Gamma, seguita nel 1980 dalla Beta Trevi, una classica tre volumi nata per affiancare nel listino della casa la Beta berlina. Ma l'ingresso negli anni ottanta segneranno per la fabbrica un periodo di grande rilancio, grazie al rifacimento del reparto verniciatura con i più sofisticati sistemi di protezione delle scocche, permettendo allo stabilimento di poter ospitare il montaggio di due modelli campioni di vendite, la Delta e la Prisma, capaci da sole di tenere alto il fatturato dell'impianto fino al termine del decennio.

### La chiusura e il riutilizzo dell'area ex Lancia

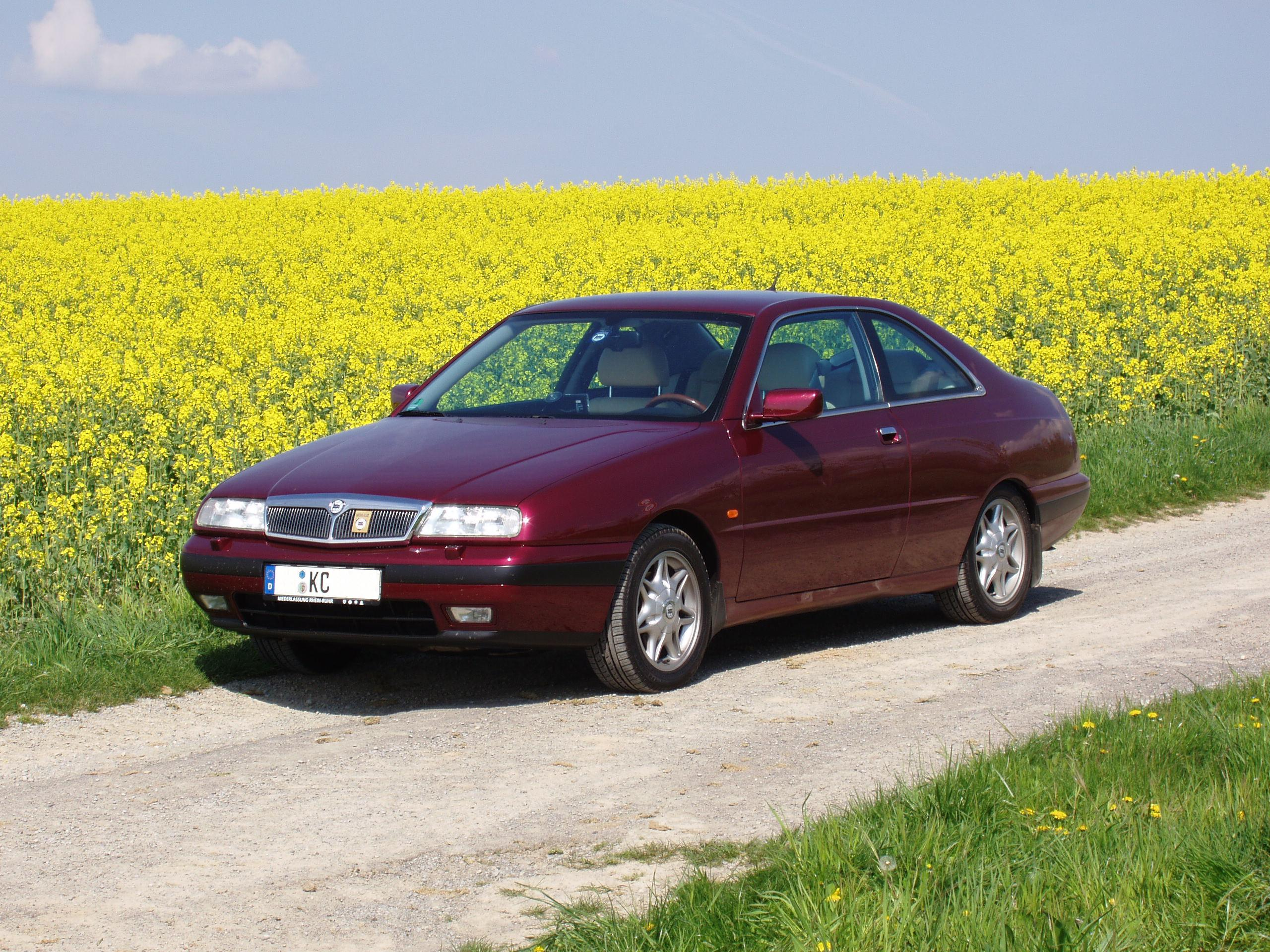
La K coupé, ultima vettura Lancia prodotta a Chivasso

Nel 1990 il Gruppo Fiat, dopo che aveva acquisto nel 1986 la proprietà dell'Alfa Romeo unitamente ai suoi principali siti produttivi di Arese e di Pomigliano d'Arco, si rese conto che gli impianti destinati alla produzione di automobili in Italia erano troppi rispetto alle esigenze e alla domanda di mercato, facendo aleggiare su Chivasso il sospetto della chiusura.
 L'ipotesi venne confermata nell'estate del 1992, nonostante le battaglie condotte dai dipendenti a difesa del lavoro ed il recente investimento per la sostituta della Prisma, la Dedra, che sarà trasferita nella fabbrica Fiat Rivalta.
Pertanto, a fronte delle pesanti perdite occupazionali e con l'obbiettivo di ridisegnare un futuro all'ormai ex area industriale Lancia, nel 1993 la FIAT, nell'ambito di un percorso di trattative intrapreso con le maggiori rappresentanze sindacali e le istituzioni del territorio, decise di vendere la proprietà dello stabilimento a nuovi soggetti interessati, fra cui la Carrozzeria Maggiora, che fece proseguire la costruzione di autovetture fino al 2003, quando fallì. Sotto la gestione della Maggiora si produssero: la Lancia Delta HF integrale 16V Evoluzione, la Fiat Barchetta, la Fiat Panda Van e la Lancia K coupé.
Dal 2003 il complesso industriale è stato riorganizzato dal consorzio P.I.Chi. (attuale proprietario) ed ha ospitato diverse aziende dell'indotto dell'automobile, tra cui un'officina Abarth (chiusa nel 2008), lo stabilimento della Dayco, successivamente Dytech, per la realizzazione di tubazioni connesse alla conduzione di gas refrigerante e olii nei sistemi di trasmissione ed idroguida, un'officina specializzata nella realizzazione di impianti di alimentazione a GPL della Landi Renzo, oltre a ditte impegnate nell'allestimento di automobili per le forze dell'ordine, principalmente auto blindate per la Polizia e Carabinieri.
Nell'area, oggi occupata in buona parte da aziende di logistica, è presente un grande parco energetico a pannelli solari e dalla primavera 2013 è stata avviata la costruzione di un grande centro commerciale a marchio Bennet nella zona a sud, aperto al pubblico nel marzo 2018.
Del glorioso passato Lancia rimangono solo dei capannoni e la torre piezometrica, sulla quale un tempo troneggiava la scritta Lancia, mentre la pista di collaudo delle autovetture è finita in disuso ed inghiottita dalla vegetazione.

## Elenco automobili prodotte
- 1963-1970: Lancia Flavia
- 1963-1976: Lancia Fulvia
- 1971-1974: Lancia 2000
- 1972-1984: Lancia Beta
- 1976-1984: Lancia Gamma
- 1980-1994: Lancia Delta
- 1982-1989: Lancia Prisma
- 1989-1993: Lancia Dedra
- 1995-2002: Fiat Barchetta
- 1997-2002: Fiat Panda Van
- 1997-2001: Lancia K Coupé